# Holstenstraße (Kiel)
Die Holstenstraße in der Landeshauptstadt Kiel trägt ihren Namen seit 1525 und war ursprünglich ein Landweg ins mittlere Holstein. Sie beginnt am Alten Markt, dem Zentrum der planmäßig auf einer Halbinsel angelegten Altstadt und endet heute an der Hauptkreuzung am Ziegelteich.
Die Holstenstraße ist eine der ältesten Kieler Straßen. Gemeinsam mit der nördlich vom Alten Markt abzweigenden Dänischen Straße bildet sie dïe ursprüngliche Nord-Süd-Verbindung von und nach Kiel. Als solche ohnehin eine der traditionellen Hauptgeschäftsstraßen, nahm ihre verkehrliche Bedeutung mit dem Ausbau der Chausseen in den 1840er Jahren noch zu. Dies wurde durch das stetige, nach dem Übergang des Herzogtums Holstein in das Königreich Preußen 1867 stürmische Wachstum der Stadt noch verstärkt. In der Kaiserzeit wurden die meisten der historischen Giebelhäuser der Holstenstraße durch zeittypische Neubauten ersetzt. 1907 wurde die Holstenstraße, die in der Vorstadt geendet hatte, durch den Abbruch des Schweffelhauses nach Süden hin verlängert. Bis dahin musste der Hauptverkehr nach Süden durch die enge Straße Klinke geführt werden, welche die Holstenstraße mit der im nächsten Abschnitt Sophienblatt genannten Chaussee nach Süden verbunden hatte.
Im Zweiten Weltkrieg wurde die Bebauung der Holstenstraße mit wenigen Ausnahmen – namentlich Neubauten der 1920er Jahre im neuen südlichen Teil an der Westseite des jetzigen Holstenplatzes – zerstört. Es erfolgte ein moderner Neuaufbau, wobei zwischen Altstadt und Vorstadt der Berliner Platz als neuer Verkehrsknotenpunkt entstand, während der südliche Teil einschließlich der vollständig zerstörten Klinke zum großzügig angelegten Holstenplatz umgestaltet. Dieser grenzt im Osten direkt an die neue, nach dem ersten Kieler Nachkriegsoberbürgermeister Andreas Gayk benannte Hauptverkehrsstraße.
Die Kieler Holstenstraße ist die erste Straße in Deutschland, die für den Individualverkehr gesperrt wurde und in eine Fußgängerzone umgewandelt wurde. Bei der nahezu zeitgleich entstandenen Treppenstraße in Kassel handelt es sich demgegenüber um die erste Neuplanung und Realisierung einer Fußgängerzone in der Bundesrepublik.
Gegen den Widerstand des Einzelhandels wurde der obere Teil der Holstenstraße am 12. Dezember 1953 für den privaten Fahrverkehr gesperrt. 1957 wurde die Holstenstraße dann auch in ihrem unteren (südlichen) Teil "fußläufig", wie es im damaligen Amtsdeutsch hieß.
In Kiel ist die Holstenstraße die traditionelle Einkaufsmeile, deren südliches Ende man trockenen Fußes durch eine überdachte Fußgängerbrücke und die Ladenpassage Sophienhof-Holstentörn vom Hauptbahnhof aus erreichen kann. Hier befinden sich Kaufhäuser und Fachgeschäfte aller Art.
Im Gegensatz zu anderen Großstädten ist diese Fußgängerzone nach Ladenschluss relativ ruhig, weil es dort nicht besonders viele Gaststätten gibt, welche die Holstenstraße vom übrigen Innenstadtgebiet unterscheiden würde. Einzige Ausnahme bildet die Kieler Woche, zu der sich die Holstenstraße in den Schauplatz für ein riesiges Volksfest verwandelt, und in geringerem Maße die Adventszeit, in der es dort auf dem benachbarten Holstenplatz einen Weihnachtsmarkt gibt, auf dem man sich zum traditionellen Punsch trifft.
Am nördlichen Ende der Holstenstraße liegt der Alte Markt mit der Nikolaikirche, die den Mittelpunkt des historischen Stadtkerns bildet. Weiter südlich, am Asmus-Bremer-Platz, welcher Teil der Holstenstraße ist, befindet sich das Zeitungsgebäude der Kieler Nachrichten. Wendet man sich vom Asmus-Bremer-Platz Richtung Osten, gelangt man über die Hafenstraße direkt an die Kieler Förde zum Schwedenkai, an dem die Autofähren nach Schweden an- und ablegen. 
Am westlich der Holstenstraße gelegenen Europaplatz befindet sich die Wunderino Arena, in der zum Beispiel die Bundesligaspiele des mehrmaligen deutschen Handballmeisters THW Kiel stattfinden.
Mittlerweile steigen die Ladenmieten und Ketten wie Intersport Knudsen und H&M haben ihre Geschäfte in der Holstenstraße aufgegeben. Seitdem stehen diese Ladenlokale leer.

## Bilder

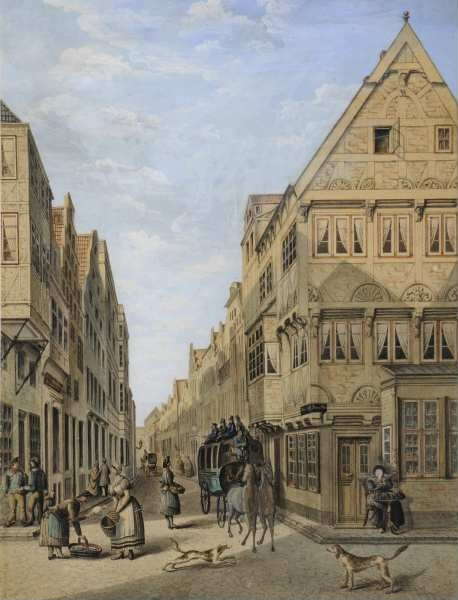
Die Holstenstraße mit dem Hosmannschen Haus vom Markt aus (etwa 1860), Gemälde von Johann Christian Wolters (*1811-†1876)
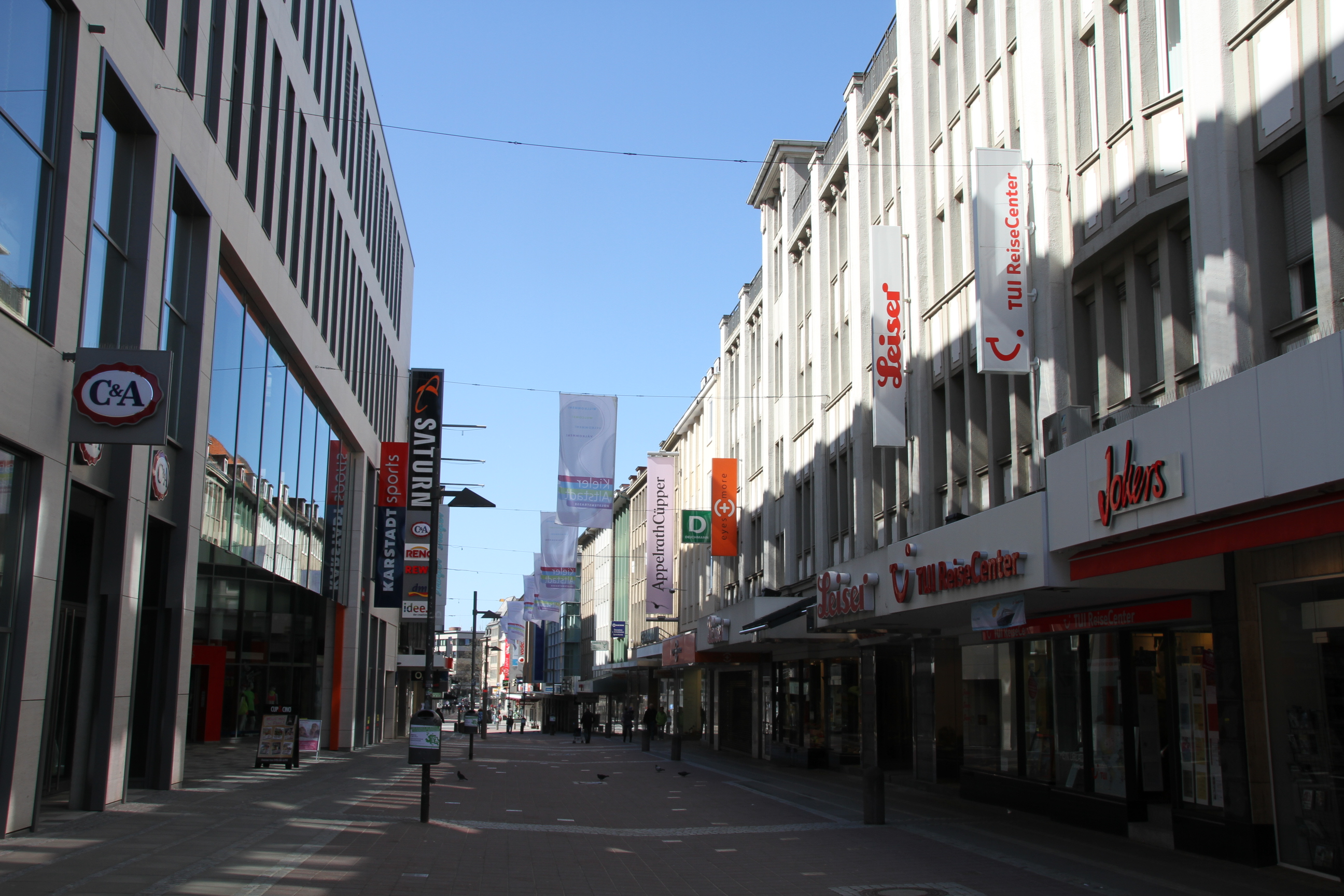
Die nördliche Holstenstraße
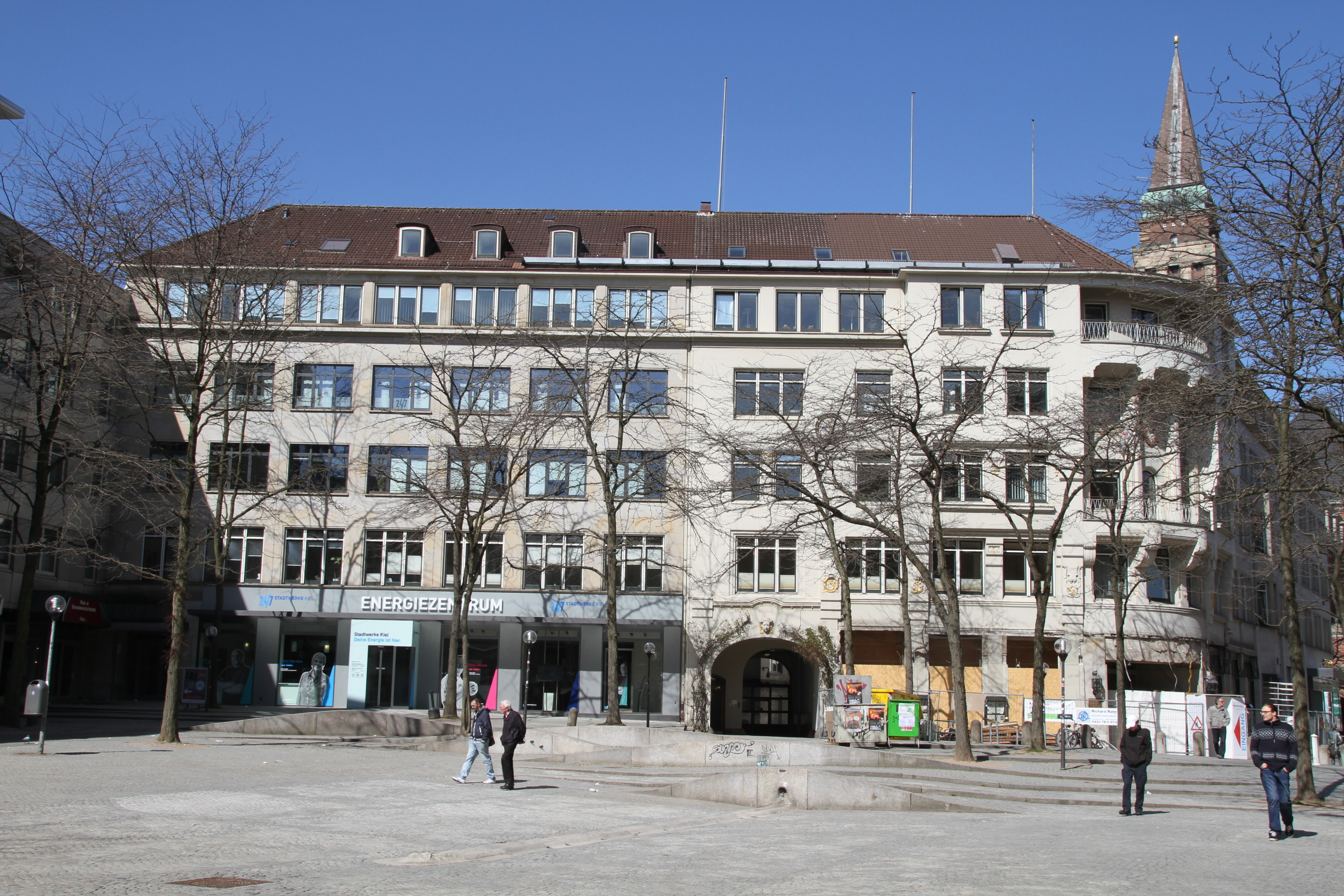
Das Gebäude der Kieler Nachrichten am Asmus-Bremer-Platz
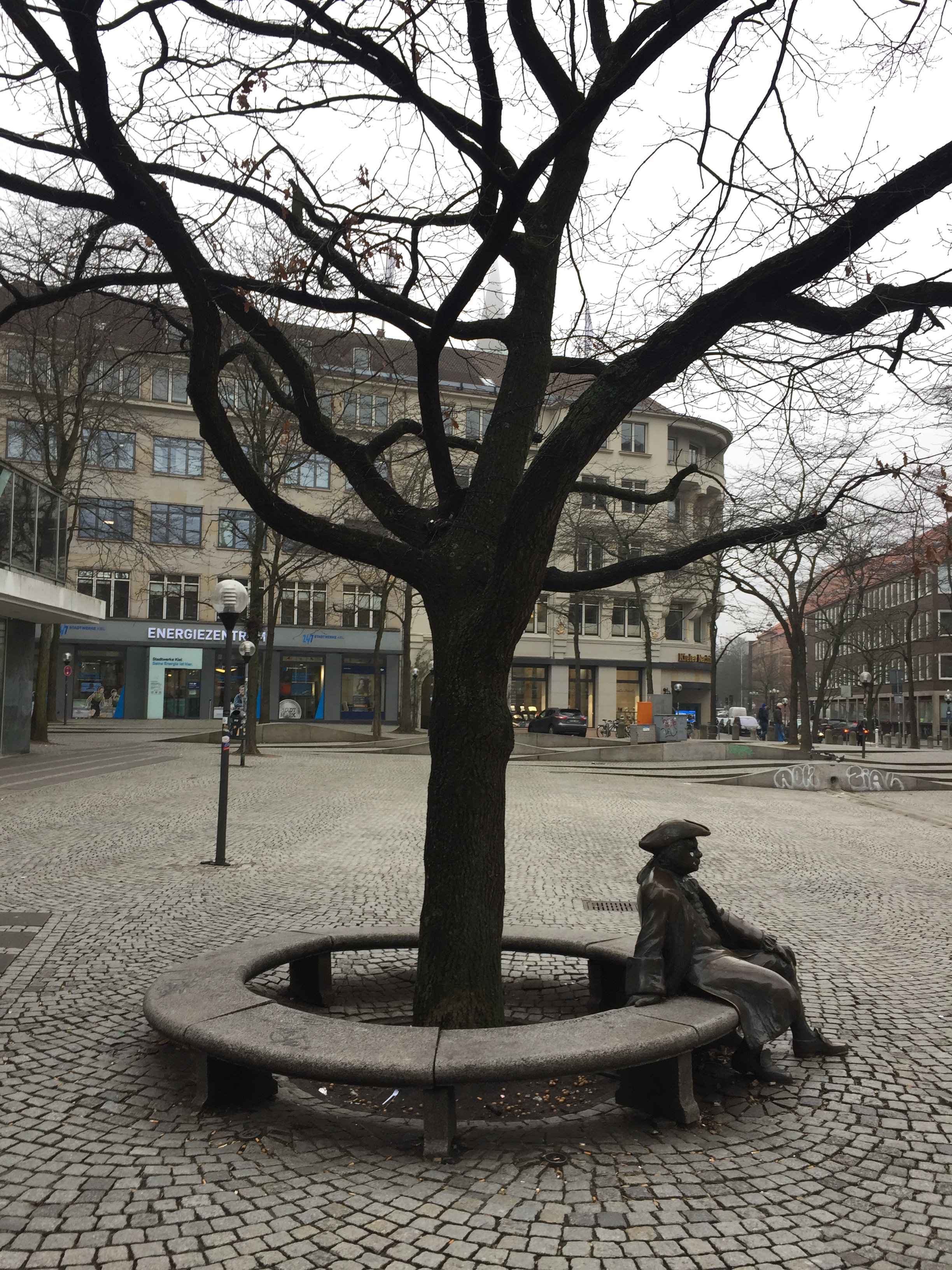
Asmus-Bremer-Plastik auf dem gleichnamigen Platz